# Italian Series of Poker 2014
Le Italian Series of Poker 2014 si sono tenute dal 10 al 19 maggio 2014 a Saint-Vincent, in Valle d'Aosta, presso il Casino de la Vallée. Si è trattata della 5ª edizione dei Campionati Italiani, che ha visto la partecipazione di circa 2500 partecipanti suddivisi in 24 tornei.
L'evento principale che attribuisce il titolo di Campione Italiano è andato a Salvatore Bonavena.

## Edizione 5 - Main Event 2014

### Campionati Italiani 2014[3]
- Luogo: Casino De La Vallée, Saint-Vincent
- Buy-in: € 990
- Data: 16-19 maggio, 2014
- Partecipanti:
- Montepremi: € 116,906
- Giocatori a premio: 15

| Tavolo finale | Tavolo finale      | Tavolo finale |
| Posizione     | Nome               | Premio        |
| ------------- | ------------------ | ------------- |
| 1             | Salvatore Bonavena | € 33,000      |
| 2             | Marcello Miniucchi | € 21,000      |
| 3             | Antonio Di Nardo   | € 16,000      |
| 4             | Delfino Novara     | € 11,000      |
| 5             | Paolo Della Penna  | € 7,800       |
| 6             | Valerio Coccioni   | € 5,000       |
| 7             | Fortunato Festa    | € 4,000       |
| 8             | Andrea Rocci       | € 3,300       |